# SM Tb 93 F
SM Tb 93 F – austro-węgierski torpedowiec z okresu I wojny światowej typu Tb 82 F. Po wojnie służył w marynarce Jugosławii pod nazwą T 6. Podczas II wojny światowej służył w marynarce włoskiej, samozatopiony 11 września 1943 roku.

## Historia służby
SM Tb (Torpedowiec Jego Cesarskiej Mości) 93 F wodowano 25 listopada 1915 roku i wszedł do służby w marynarce Austro-Węgier 16 kwietnia 1916 roku, jako dwunasty okręt typu Tb 82 F. 21 maja 1917 roku nazwę skrócono do SM Tb 93. Służył bojowo podczas I wojny światowej.
Tb 93 przetrwał wojnę, po czym w ramach podziału floty Austro-Węgier w 1920 roku przyznano go Jugosławii, a przekazano w 1921 roku (wraz z Tb 87, 96, i 97 oraz 4 torpedowcami zbliżonego typu Tb 74 T). Po wcieleniu do marynarki jugosłowiańskiej (Jugoslovenska mornarica) otrzymał nazwę T 6.
W kwietniu 1941 roku, po inwazji na Jugosławię, został zdobyty przez wojska włoskie i wcielony do marynarki włoskiej (Regia Marina) z zachowaniem nazwy T 6. Po kapitulacji Włoch, został 11 września 1943 roku samozatopiony przez załogę pod Cesenatico koło Rimini, aby nie wpadł w ręce Niemców.

## Opis
Tb 93 F wyposażony był w dwa kotły parowe typu Yarrow, współpracujące z dwoma turbinami parowymi AEG-Curtiss. Okręt uzbrojony był początkowo w dwie armaty kalibru 66 mm L/30, pojedynczy karabin maszynowy Schwarzlose oraz dwie podwójne wyrzutnie torped kalibru 450 mm. Od 1917 roku rufową armatę 66 mm mocowano na okrętach tego typu na podstawie umożliwiającej prowadzenie ognia do celów powietrznych.
W Jugosławii w okresie międzywojennym zamieniono armaty na działa uniwersalne 66 mm L/45 Skoda i dodano drugi karabin maszynowy. Załogę stanowiły 52 osoby.
W służbie włoskiej najprawdopodobniej wzmocniono uzbrojenie przeciwlotnicze, m.in. dodając działka 20 mm, kosztem całości lub części uzbrojenia torpedowego.